# 연천교통
연천교통(漣川交通)은 경기도 연천군 신서면 고대산길 48에 소재한 선진그룹 버스사업부문 계열의 시내버스 운송 업체이다.

## 역사
2002년 3월 13일에 설립되었으며, 2004년에 영종여객 차량들을 일부 인수하면서 차량이 확대되었지만 2008년 1월 1일부터 서울까지 운행하던 노선들을 평안운수에 양도하였다.

## 현황
2021년 1월 기준이다.
| 운행업체        | 보유 노선수 | 보유 노선수 | 보유 노선수 | 보유 노선수 | 보유 노선수 | 등록 대수 | 등록 대수 | 등록 대수 | 등록 대수 | 등록 대수 |
| --------------- | ----------- | ----------- | ----------- | ----------- | ----------- | --------- | --------- | --------- | --------- | --------- |
| 운행업체        | 노선 합계   | 광역급행    | 직행좌석    | 일반좌석    | 시내일반    | 대수 합계 | 광역급행  | 직행좌석  | 일반좌석  | 시내일반  |
| 연천교통 (선진) | 26          | -           | 1           | -           | 25          | 28        | -         | 6         | -         | 22        |

## 운행 노선

### 농어촌버스
- ● 31번: 전곡 - 전곡 (전곡읍내순환버스)
- ● 33번: 신탄리역 - 동두천역 (심야버스)
- ● 33-1번: 연천역 - 동두천역 (심야버스, 33번 차량으로 운행)
- ● 35번: 연천역 - 군남면사무소
- ● 35-1번: 연천역 - 고포리 (35번 차량으로 운행)
- ● 35-2번: 연천역 - 횡산리 (35번 차량으로 운행, 민통선 진출입노선)
- ● 37-1번: 연천역 - 대광리 (순환버스, 37번 차량으로 운행)
- ● 37-2번: 연천역 - 옥산리 (순환버스, 37번 차량으로 운행)
- ● 37-3번: 연천역 - 백의리 (37번 차량으로 운행)
- ● 38-1~10번: 전곡시외버스터미널 - 청산면 (38번 차량으로 운행)
- ● 39-2번: 신탄리역 - 대광리역 - 신망리역- 연천공영버스터미널 - 전곡시외버스터미널 - 전곡역 - 청산역 - 소요산역 - 동두천역
- ● 39-8번: 전곡시외버스터미널 - 연천읍 - 내산리
- ● 68번: 소요산역- 백의리
- ● 68-1번: 소요산역- 궁평리

### 맞춤형버스
- ● 67-1번: 전곡시외버스터미널 - 백의리 (2020년 3월 1일 신설)
- ● 67-2번: 전곡시외버스터미널 - 연천역 (2020년 3월 1일 신설)
- ● 67-3번: 전곡시외버스터미널 - 내산리 (2020년 3월 1일 신설)
- ● 70번: 연천역 - 백학산단 (하절기에는 평일만 운행)
- ● 70-1번: 연천역 - 동이리 (하절기에는 평일만 운행)
- ● 70-2번: 연천역 - 동중리 (하절기에는 평일만 운행)
- ● 70-3번: 연천역 - 재인폭포 (하절기 주말에만 운행.)

### 직행좌석버스
- ● G2001번: 신탄리역 - 연천공영버스터미널 - 동두천역 - <신평화로 경유> - <고읍교차로 경유> - 의정부성모병원 - 경기도청북부청사 - 의정부을지대학교병원 - <서부로 경유> - <호원TG 경유> - 도봉산역광역환승센터 (2020년 4월 1일 신설, 의정부을지대병원 경유)

## 미운행 노선 (폐선 또는 양도 노선 포함)
- ● 139번: 소요산 - 덕계동 - 양주시청 - 의정부역 - 도봉산역 - 쌍문역 - 수유역 (동연사거리 경유) (도시형버스 39-1번 형간전환)
- ● 139-5번: 소요산 - 덕계동 - 양주시청 - 의정부역 - 도봉산역 - 쌍문역 - 수유역 (도시형버스 39-6번 형간전환)

### 농어촌버스
- ● 39-3번: 신탄리역 - 동송터미널
- ● 39-5번: 연천역 - 전곡시외버스터미널 - 전곡역 - 초성리역 - 소요산역 - 동두천역 (2014년 6월 폐선 후 39-2번으로 통합)

2008년 평안운수에 매각한 노선
- ● 39번: 전곡 - 도봉산역(이 노선은 2008년 평안운수으로부터 양도)
- ● 39-1번: 연천역 - 도봉산역(이 노선은 2008년 평안운수으로부터 양도)
- ● 39-4번: 백의리 - 도봉산역(이 노선은 2008년 평안운수으로부터 양도)
- ● 39-5번: 전곡터미널 - 도봉산역(현 39번에 통합)(이 노선은 2008년 평안운수으로부터 양도)
- ● 39-6번: 소요산 - 동두천 - 의정부역 - 도봉산역 - 수유역 (이 노선은 2008년 평안운수으로부터 양도)

## 보유 차량

#### 현대자동차
- 현대 뉴 카운티
- 현대 카운티 뉴 브리즈
- 현대 그린시티
- 현대 뉴 슈퍼에어로시티[2]
- 현대 일렉시티
- 현대 뉴 프리미엄 유니버스 럭셔리

## 갤러리

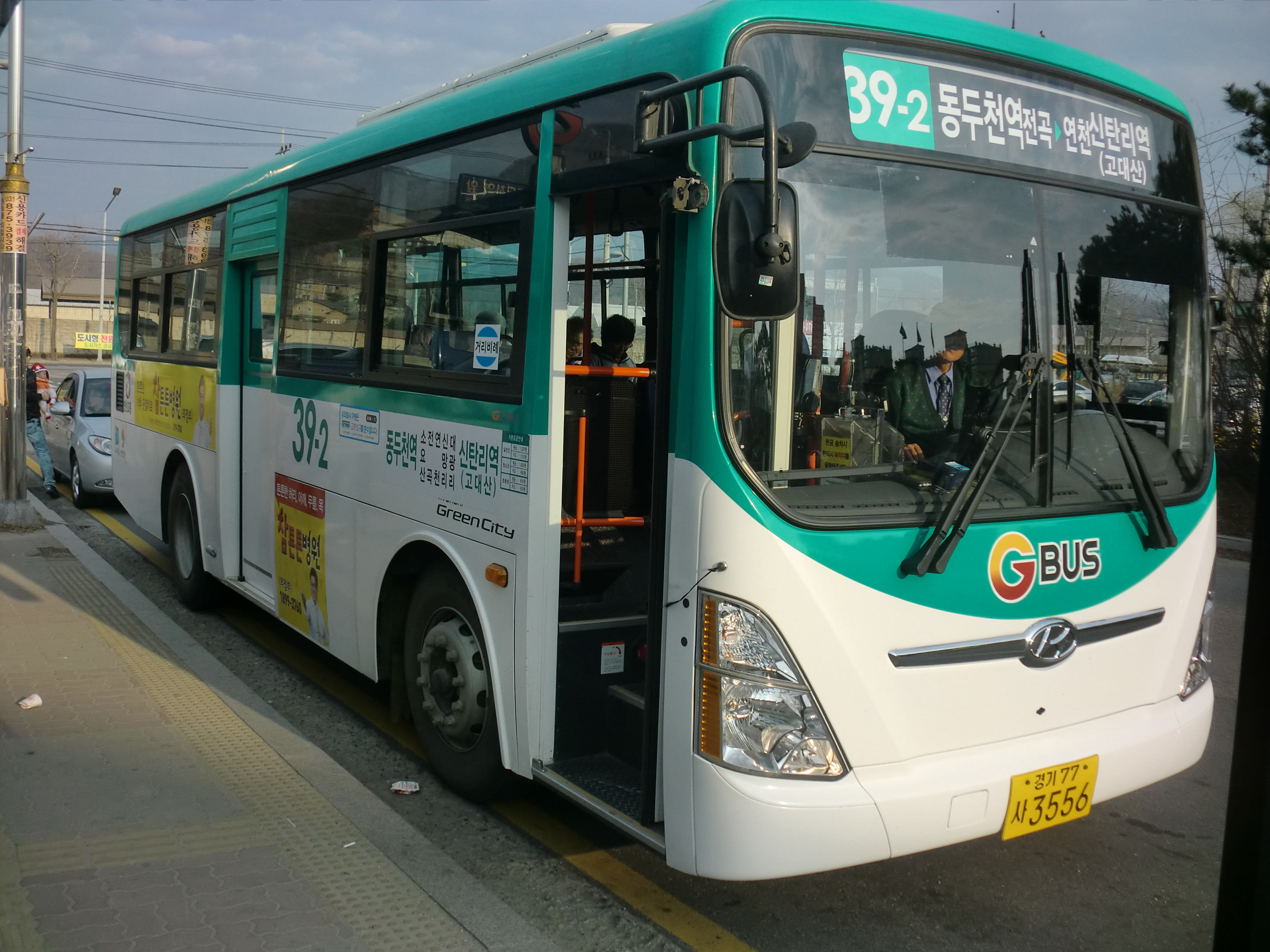
연천농어촌버스 39-2번
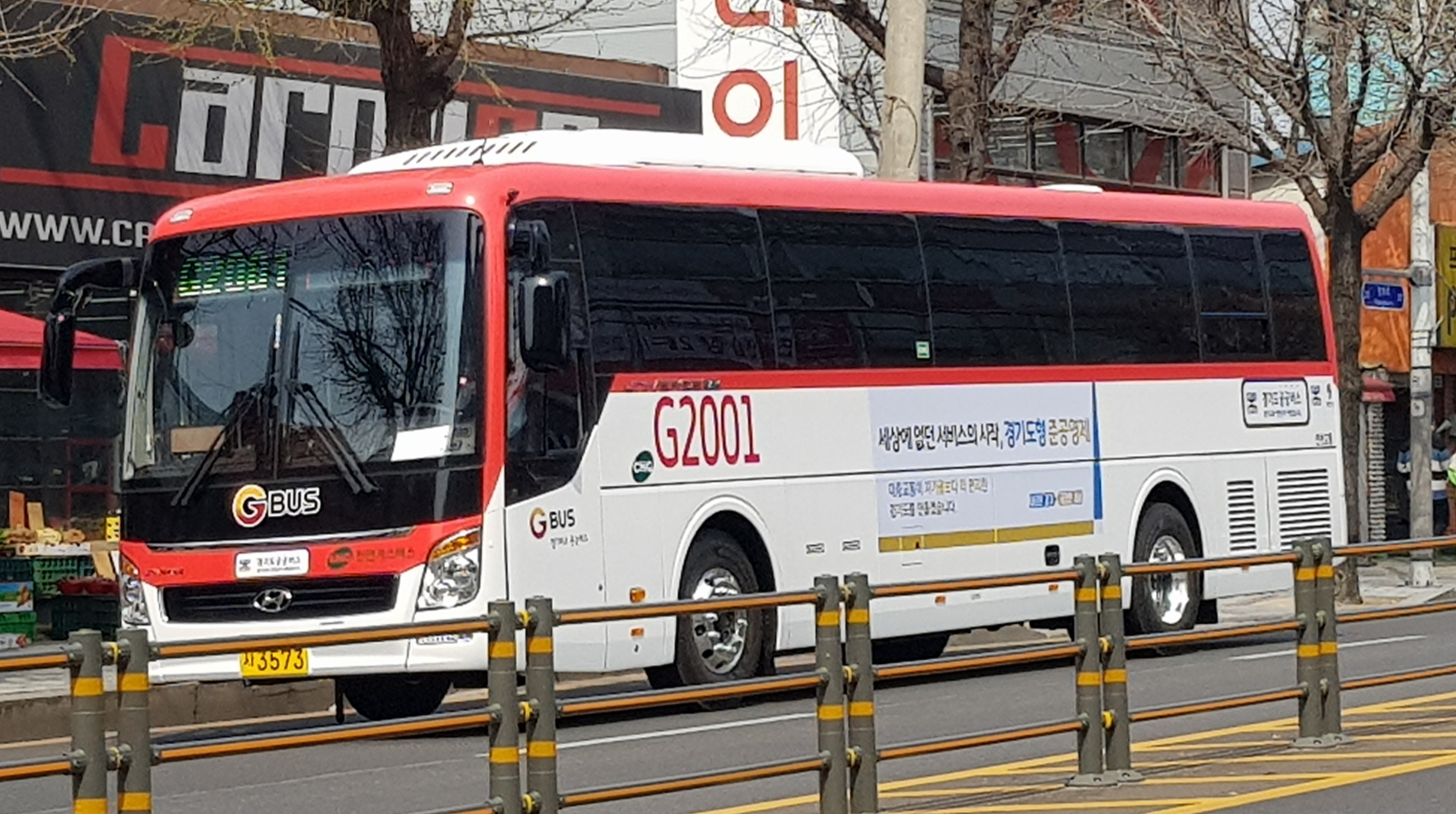
연천농어촌버스 G2001번